# Halictus cochlearitarsis
Halictus cochlearitarsis är en biart som beskrevs av Dours 1872. Halictus cochlearitarsis ingår i släktet bandbin, och familjen vägbin. Inga underarter finns listade i Catalogue of Life.